# Liste des monuments historiques de Vesoul
La liste des monuments historiques de Vesoul recense les monuments protégés au sein de la base Mérimée situés dans la ville de Vesoul.

## Liste des monuments historiques
| Monument | Adresse                                                           | Coordonnées                      | Notice         | Protection | Date | Illustration |
| --- | ----------------------------------------------------------------- | -------------------------------- | -------------- | ---------- | ---- | --- |
| Collège de Marteroy Corps de bâtiment abritant la chapelle ; façade sur rue du corps de bâtiment en retour au sud-est du collège. | 41 rue Baron-Bouvier                                              | 47° 37′ 33″ nord, 6° 09′ 32″ est | « PA70000011 » | Inscrit    | 1996 | Collège de MarteroyCorps de bâtiment abritant la chapelle ; façade sur rue du corps de bâtiment en retour au sud-est du collège. |
| Couvent des Ursulines de Vesoul Façades et toitures des bâtiments C, A2, G et E (cf plan annexé à l'arrêté) ; escalier hors-œuvre H ; bâtiment D, à l'exception des appartements à l'Est et des galeries extérieures dans la cour à l'Ouest. | rue des Ursulines                                                 | 47° 37′ 25″ nord, 6° 09′ 25″ est | « PA00102335 » | Inscrit    | 1992 | Couvent des Ursulines de VesoulFaçades et toitures des bâtiments C, A2, G et E (cf plan annexé à l'arrêté) ; escalier hors-œuvre H ; bâtiment D, à l'exception des appartements à l'Est et des galeries extérieures dans la cour à l'Ouest. |
| Église Saint-Georges de Vesoul | 8 rue du presbytere                                               | 47° 37′ 24″ nord, 6° 09′ 23″ est | « PA00102287 » | Classé     | 1993 | Église Saint-Georges de Vesoul |
| Hôtel Baressols Façades et toitures | 2 et 4 place de l'Église                                          | 47° 37′ 25″ nord, 6° 09′ 24″ est | « PA00102288 » | Inscrit    | 1979 | Hôtel BaressolsFaçades et toitures |
| Hôtel Lyautey de Genevreuille L'hôtel en totalité, y compris la cour et le jardin. | 12 rue Salengro                                                   | 47° 37′ 24″ nord, 6° 09′ 18″ est | « PA70000092 » | Inscrit    | 2009 | Hôtel Lyautey de GenevreuilleL'hôtel en totalité, y compris la cour et le jardin. |
| Hôtel de Magnoncourt Façades et toitures du bâtiment principal, y compris la galerie et le pigeonnier au Nord ; portail sur la rue de Mailly ; tour d'escalier ; deux cheminées à hotte au rez-de-chaussée ; cheminée à hotte du XVIe siècle et cheminée du XVIIIe siècle à l'étage ; lambris de hauteur de la pièce à l'étage jouxtant la tour d'escalier à l'Est ; parquet de la pièce voisine de la précédente à l'angle Sud-Est de l'aile du XVIIIe siècle. | 1 rue de Mailly et rue Vendémiaire                                | 47° 37′ 28″ nord, 6° 09′ 26″ est | « PA00102289 » | Inscrit    | 1989 | Hôtel de MagnoncourtFaçades et toitures du bâtiment principal, y compris la galerie et le pigeonnier au Nord ; portail sur la rue de Mailly ; tour d'escalier ; deux cheminées à hotte au rez-de-chaussée ; cheminée à hotte du XVIe siècle et cheminée du XVIIIe siècle à l'étage ; lambris de hauteur de la pièce à l'étage jouxtant la tour d'escalier à l'Est ; parquet de la pièce voisine de la précédente à l'angle Sud-Est de l'aile du XVIIIe siècle. |
| Hôtel Pétremand Balcons et garde-corps en fer forgé des façades Nord et Est. | 2 petite-rue du Palais                                            | 47° 37′ 25″ nord, 6° 09′ 27″ est | « PA00102327 » | Inscrit    | 1991 | Hôtel PétremandBalcons et garde-corps en fer forgé des façades Nord et Est. |
| Hôtel de Simon Renard La tour d'escalier, y compris la porte, en totalité : inscription par arrêté du 19 septembre 2007 - La façade principale, la toiture et la charpente du corps de bâtiment sur rue ; le porche et son plafond à poutres ornées ; les décors de la partie sud du bâtiment (au sud et au-dessus du porche). | 14 rue Simon Renard (section débaptisée de la Rue des Boucheries) | 47° 37′ 22″ nord, 6° 09′ 28″ est | « PA70000081 » | Inscrit    | 2007 | Hôtel de Simon RenardLa tour d'escalier, y compris la porte, en totalité : inscription par arrêté du 19 septembre 2007 - La façade principale, la toiture et la charpente du corps de bâtiment sur rue ; le porche et son plafond à poutres ornées ; les décors de la partie sud du bâtiment (au sud et au-dessus du porche). |
| Hôtel Thomassin Logis, façades, toiture, soubassement et tour d'escalier en totalité ; décors du salon et de la salle à manger avec panneaux de toiles peintes, au rez-de-chaussée ; grille d'entrée et murs concaves en pierre de taille qui la soutiennent. | 5 rue Salengro                                                    | 47° 37′ 25″ nord, 6° 09′ 18″ est | « PA00102291 » | Inscrit    | 2008 | Hôtel ThomassinLogis, façades, toiture, soubassement et tour d'escalier en totalité ; décors du salon et de la salle à manger avec panneaux de toiles peintes, au rez-de-chaussée ; grille d'entrée et murs concaves en pierre de taille qui la soutiennent. |
| Hôtel de Mongenet Façade et toiture. | 2 rue Baron-Bouvier                                               | 47° 37′ 29″ nord, 6° 09′ 30″ est | « PA00102290 » | Inscrit    | 1934 | Hôtel de MongenetFaçade et toiture. |
| Maison Ébaudy de Rochetaillé | 4 et 6 rue Salengro                                               | 47° 37′ 24″ nord, 6° 09′ 17″ est | « PA70000010 » | Inscrit    | 1996 | Maison Ébaudy de Rochetaillé |
| Monument aux morts des Allées | Place des Allées                                                  | 47° 37′ 22″ nord, 6° 09′ 45″ est | « PA70000125 » | Inscrit    | 2022 | Monument aux morts des Allées |
| Palais de justice de Vesoul Façades et toitures ; l'escalier intérieur avec sa rampe en fer forgé et la salle d'audience avec son décor. | 4 place du Palais                                                 | 47° 37′ 25″ nord, 6° 09′ 28″ est | « PA00102292 » | Inscrit    | 1976 | Palais de justice de VesoulFaçades et toitures ; l'escalier intérieur avec sa rampe en fer forgé et la salle d'audience avec son décor. |
| Pavillon en bois En totalité. | 5 rue Beauchamp                                                   | 47° 37′ 27″ nord, 6° 09′ 16″ est | « PA70000126 » | Inscrit    | 2024 | Pavillon en boisEn totalité. |
| Synagogue de Vesoul | 11 bis rue du Moulin-des-Prés.                                    | 47° 37′ 16″ nord, 6° 09′ 26″ est | « PA00102293 » | Inscrit    | 1984 | Synagogue de Vesoul |
| Temple protestant de Vesoul Le temple protestant en totalité, ainsi que son clocher, à l'exception de terrains et d'éléments contigus. | 17 rue Saint-Georges                                              | 47° 22′ 22″ nord, 6° 05′ 37″ est | « PA70000120 » | Inscrit    | 2020 | Temple protestant de VesoulLe temple protestant en totalité, ainsi que son clocher, à l'exception de terrains et d'éléments contigus. |